# 雪莉·溫特斯
雪莉·温特斯（英語：Shelley Winters，1920年8月18日—2006年1月14日），或译谢莉·温特斯，女，美国演员。電影產量豐富，1959年和1965年分别凭借在《安妮少女日记》和《再生緣》中的表现获得两次奥斯卡最佳女配角奖，此外也是金球獎最佳電影女配角（1972）得主。除去拍电影外，她也曾出演情景喜剧《罗斯安家庭生活》，写过三本自传。

## 生平
温特斯出生于美国密苏里州圣路易斯，母亲罗斯是一名歌手，父亲乔纳斯是一名男装设计师。双亲都是奥地利裔犹太人。
她九岁时全家搬到布鲁克林，在她16岁时搬到洛杉矶，不久又返回纽约，而雪莉则就读于纽约的新学院。毕业后，她开始在百老汇演戏，后来又到哥伦比亚电影公司拍电影，在出演《双重生活》（1947）后出名。
2005年10月14日突发心脏病，次年1月14日因心脏衰竭而死，死后葬在卡尔弗城山边纪念公园公墓（Hillside Memorial Park Cemetery）。

## 扩展阅读
- Shelley Winters （页面存档备份，存于） at TVGuide.com
- Bernstein, Adam. . The Washington Post. January 14, 2006  [May 23, 2010]. （原始内容存档于2017-08-15）.
- Harmetz, Aljean. . The New York Times. January 15, 2006  [May 23, 2010]. （原始内容存档于2015-07-07）.
- Bernstein, Adam. . The Washington Post. January 15, 2006  [May 23, 2010]. （原始内容存档于2019-05-21）.
- Winters' Entry on the St. Louis Walk of Fame
- Shelley Winters （页面存档备份，存于） in an exclusive interview about acting